# Liudu (sockenhuvudort i Kina, Jiangxi Sheng, lat 28,65, long 118,31)
Liudu (kinesiska: 六都) är en sockenhuvudort i Kina. Den ligger i provinsen Jiangxi, i den sydöstra delen av landet, omkring 240 kilometer öster om provinshuvudstaden Nanchang. Antalet invånare är 37 259. Befolkningen består av 18 030 kvinnor och 19 229 män. Barn under 15 år utgör 26,0 %, vuxna 15-64 år 64 %, och äldre över 65 år 8,0 %.
Runt Liudu är det tätbefolkat, med 511 invånare per kvadratkilometer. Närmaste större samhälle är Yanrui, 8,2 km norr om Liudu. I omgivningarna runt Liudu växer i huvudsak blandskog.
Genomsnittlig årsnederbörd är 2 636 millimeter. Den regnigaste månaden är juni, med i genomsnitt 506 mm nederbörd, och den torraste är oktober, med 38 mm nederbörd.